# مینا گامبل
مینا گامبل (انگلیسی: Minna Gombell؛ ‏۲۸ مهٔ ۱۸۹۲ – ۱۴ آوریل ۱۹۷۳) یک هنرپیشه اهل ایالات متحده آمریکا بود.

## مرگ
گامبل  در سانتا مونیکا درگذشت و در گورستان لودون پارک در بالتیمور مریلند به خاک سپرده شد. 

## گزیده فیلمشناسی
از فیلم‌ها یا برنامه‌های تلویزیونی که وی در آن نقش داشته‌است می‌توان به آثار زیر اشاره کرد.
- دختر بد (فیلم ۱۹۳۱) (1931) - Edna Driggs
- مرد لاغر (فیلم) (1934) - Mimi Wynant Jorgenson
- راهی به فردا ساختن (1937) - Nellie Chase
- کله‌پوک‌ها (1938) - Mrs. Hardy
- والس بزرگ (فیلم) (1938) - Mrs. Hofbauer
- گوژپشت نتردام (فیلم ۱۹۳۹) (1939) - Queen of Beggars
- فرزند خلف (1944) - Milly
- جانی دیگه اینجا زندگی نمی‌کنه (1944) - Mrs. Collins
- سرنوشت (فیلم ۱۹۴۴) (1944) - Marie
- بهترین سال‌های زندگی ما (1946) - Mrs. Parrish
- گودال مار (1948) - Miss Hart